# Invierno de 2010-2011 en Europa

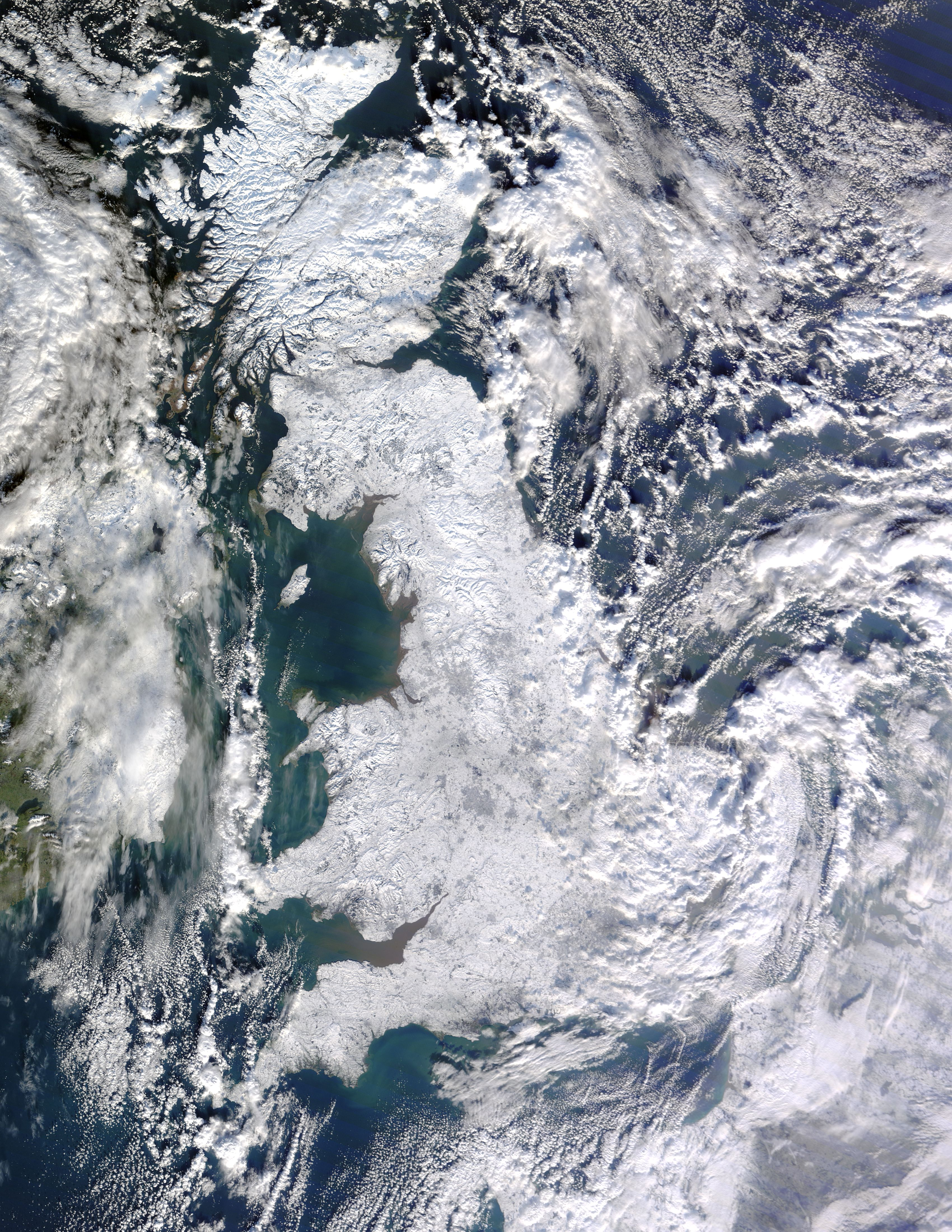
La isla de Gran Bretaña cubierta por la nieve en 2010.

El invierno de 2010-2011 en Europa fue precedido por un mes de noviembre inusualmente frío causado por un ciclo temporal frío, que arrancó en el sur de Escandinavia y consecuentemente se dirigió al sur y al oeste de Bélgica y los Países Bajos el 25 de noviembre e ingresando al oeste de Escocia y el nordeste de Inglaterra hacia el 26 de noviembre. Esto se debió a una zona de baja presión en el Báltico, y con una alta presión sobre Groenlandia el 24 de noviembre.
Desde el 22 de noviembre de 2010, arribaron condiciones de frío en el Reino Unido, como un viento frío del norte desarrollado; y la nieve comenzó a caer en las partes septentrionales y orientales, causando interrupciones. El invierno llegó particularmente temprano para el clima europeo, con temperaturas significativamente menores que mínimos anteriores para el mes de noviembre. El 28 de noviembre, Gales registró su más baja temperatura para noviembre: -17,3 °C en Llysdinam, y en el norte de Irlanda se registró su más bajo registro para la temperatura de noviembre de -9,5 °C en Lough Fea. La Met Office del RU emitió severas advertencias de clima de fuertes nevadas en el este de Escocia y el noreste de Inglaterra.
A partir de enero, las temperaturas fueron más normales.

## Historia meteorológica
El fenómeno meteorológico fue causado por un ciclo temporal frío que arrancó en el sur de Escandinavia y consecuentemente se movió al sur y al oeste tanto de Bélgica como de los Países Bajos el 25 de noviembre; y hacia el oeste de Escocia y el Nordeste de Inglaterra el 26 de noviembre. Esto se debió a una zona de baja presión en el Báltico y a alta presión sobre Groenlandia el 24 de noviembre.
Un frente frío se movió fuera de Siberia desde el 24 de noviembre, y cold spell y tormentas de nieve también golpearon los Alpes, el 26 antes de golpear al Reino Unido el 29 de noviembre. Other earlier, but unrelated, storms had dusted Northumberland and Scottish Borders Region el 23-24 de noviembre, before being absorbed in to the advancing Scandinavian weather system. Irlanda fue el primer hit el 26 de noviembre.
Las fuertes nevadas causaron muchos problemas en el Reino Unido y se produjo la irrupción de la primera nevada el 24 de noviembre en Grampians, el este de Escocia y Cairngorms, donde la nieve soplada desde el viento del norte causó estragos con acumulaciones de hasta 2 dm en Aviemore; haciendo a las condiciones difíciles y las rutas mayores de Aberdeen tuvieron problemas de atascos en las horas punta. La nieve irrumpió en Escocia, Gales del Sur, Irlanda del Norte, sudoeste de Inglaterra y gran parte del norte y el este de Inglaterra con nieve acumulada de más 6 dm en sitios rurales de Escocia. La nevada fue la primera generalizada desde 1993. Algunos pronosticadores habían advertido de Tº cayendo a -20 °C. Las Tº en Carterhouse, Scottish borders bajaron a -7,8 °C, y varios dm de nieve se registraron en Devon y en Cornualles.

## Línea del tiempo

### Noviembre a diciembre de 2010
El 22 de noviembre 22 pronosticadores de países bálticos esperaban tormentas de nieve en algunas partes de Suecia para el 23, especialmente en el sur del país. Copos de nieve fueron reportados por la tarde.
La Baja escandinavia se trasladó hacia el sur, trayendo nieve y heladas tanto a los Países Bajos y la costa noroeste de Alemania.